# Teodósio de Jerusalém
Teodósio de Jerusalém foi o patriarca de Jerusalém entre 864 e 879 Segundo Sa'id ibn Bitriq, ele era chamado de al-Miqlati ("enlutado").

## Vida e obras
Teodósio era um monge em um mosteiro nas redondezas de Jerusalém antes de ser eleito o sucessor do patriarca Salomão em 864 Em 869, ele foi representado no Concílio de Constantinopla de 869-70 por seu legado, o sincelo Elias. Ele assinou as decisões do concílio que, entre outras, depôs o patriarca de Constantinopla Fócio e reinstalou Inácio no trono patriarcal. Este concílio, no auge da controvérsia sobre Fócio, não é aceito pela Igreja Ortodoxa, que considera Fócio um santo.
Os atos deste concílio foram depois repudiados no Concílio de Constantinopla de 879-880, que restaurou Fócio. Este concílio, por sua vez, não é aceito pela Igreja Católica.
Durante o episcopado de Teodósio, a Igreja de Jerusalém estava, aparentemente, passando por um período de paz e tranquilidade se considerarmos a correspondência de Teodósio com Inácio e o fato de que ele foi capaz de enviar três monges para a Europa Ocidental para arrecadar fundos para sua sé. Nesta carta, que ele afirma ter sido enviada a pedido do amir, ele afirma que o tratamento gentil dos muçulmanos será retribuído com um tratamento gentil dos cristãos na Terra Santa.
Teodósio morreu em 879